# Neolamprologus cylindricus
Neolamprologus cylindricus är en fiskart som beskrevs av Wolfgang Staeck och Seegers, 1986. Neolamprologus cylindricus ingår i släktet Neolamprologus och familjen Cichlidae. Inga underarter finns listade i Catalogue of Life.